# Internationaux de France 2019
Internationaux de France 2019 – trzecie w kolejności zawody łyżwiarstwa figurowego z cyklu Grand Prix 2019/2020. Zawody odbywały się od 1 do 3 listopada 2019 roku w hali Patinoire Polesud w Grenoble.
W konkurencji solistów triumfował Amerykanin Nathan Chen, zaś w konkurencji solistek Rosjanka Alona Kostornoj dla której było to pierwsze zwycięstwo w zawodach z cyklu Grand Prix. W parach sportowych zwyciężyli Rosjanie Anastasija Miszyna i Aleksandr Gallamow, którzy również debiutowali w zawodach Grand Prix. W parach tanecznych złoty medal zdobyli Francuzi Gabriella Papadakis i Guillaume Cizeron.

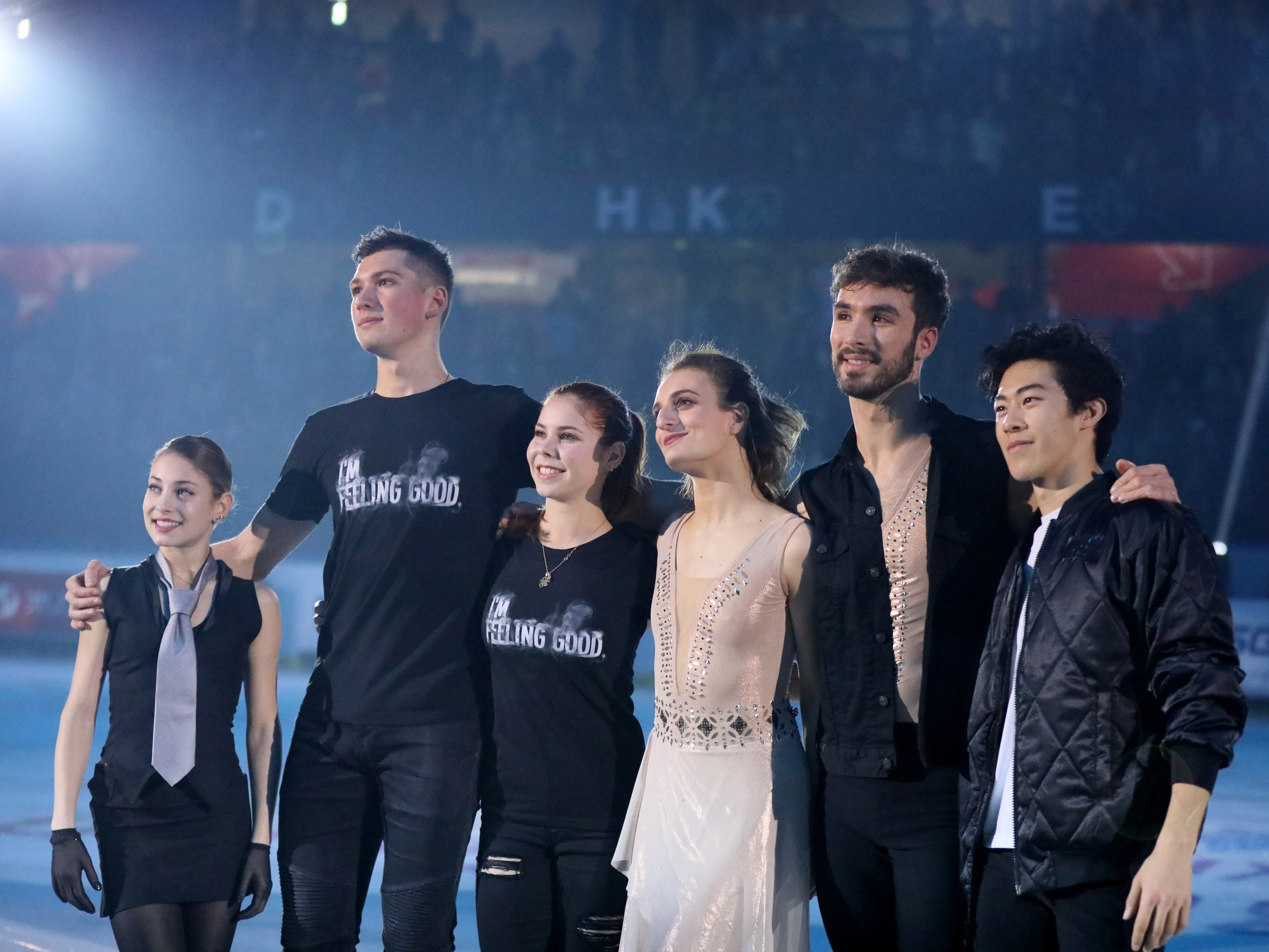
Zwycięzcy zawodów podczas pokazu mistrzów

## Terminarz
| Data        | Godzina   | Konkurencja     | Segment          |
| ----------- | --------- | --------------- | ---------------- |
| 1 listopada | 14:30 CET | Soliści         | Program krótki   |
| 1 listopada | 16:30 CET | Pary taneczne   | Taniec rytmiczny |
| 1 listopada | 18:15 CET | Solistki        | Program krótki   |
| 1 listopada | 20:10 CET | Pary sportowe   | Program krótki   |
| 2 listopada | 13:20 CET | Soliści         | Program dowolny  |
| 2 listopada | 15:30 CET | Pary taneczne   | Taniec dowolny   |
| 2 listopada | 19:00 CET | Solistki        | Program dowolny  |
| 2 listopada | 21:10 CET | Pary sportowe   | Program dowolny  |
| 3 listopada | 14:30 CET | Pokazy mistrzów | Pokazy mistrzów  |

## Rekordy świata
| Rekordy świata (GOE±5) na moment rozpoczęcia zawodów (stan na 1 listopada 2019): | Rekordy świata (GOE±5) na moment rozpoczęcia zawodów (stan na 1 listopada 2019): | Rekordy świata (GOE±5) na moment rozpoczęcia zawodów (stan na 1 listopada 2019): | Rekordy świata (GOE±5) na moment rozpoczęcia zawodów (stan na 1 listopada 2019): | Rekordy świata (GOE±5) na moment rozpoczęcia zawodów (stan na 1 listopada 2019): | Rekordy świata (GOE±5) na moment rozpoczęcia zawodów (stan na 1 listopada 2019): |
| Konkurencja                                                                      | Segment                                                                          | Zawodnicy                                                                        | Punkty                                                                           | Zawody                                                                           | Data                                                                             |
| -------------------------------------------------------------------------------- | -------------------------------------------------------------------------------- | -------------------------------------------------------------------------------- | -------------------------------------------------------------------------------- | -------------------------------------------------------------------------------- | -------------------------------------------------------------------------------- |
| Soliści                                                                          | Nota łączna                                                                      | Nathan Chen                                                                      | 323,42                                                                           | Mistrzostwa świata 2019                                                          | 23 marca 2019                                                                    |
| Soliści                                                                          | Program dowolny                                                                  | Nathan Chen                                                                      | 216,02                                                                           | Mistrzostwa świata 2019                                                          | 23 marca 2019                                                                    |
| Soliści                                                                          | Program krótki                                                                   | Yuzuru Hanyū                                                                     | 110,53                                                                           | Rostelecom Cup 2018                                                              | 16 listopada 2018                                                                |
| Solistki                                                                         | Nota łączna                                                                      | Aleksandra Trusowa                                                               | 241,02                                                                           | Skate Canada International 2019                                                  | 26 października 2019                                                             |
| Solistki                                                                         | Program dowolny                                                                  | Aleksandra Trusowa                                                               | 166,62                                                                           | Skate Canada International 2019                                                  | 26 października 2019                                                             |
| Solistki                                                                         | Program krótki                                                                   | Rika Kihira                                                                      | 83,97                                                                            | World Team Trophy 2019                                                           | 11 kwietnia 2019                                                                 |
| Pary sportowe                                                                    | Nota łączna                                                                      | Sui Wenjing / Han Cong                                                           | 234,84                                                                           | Mistrzostwa świata 2019                                                          | 21 marca 2019                                                                    |
| Pary sportowe                                                                    | Program dowolny                                                                  | Sui Wenjing / Han Cong                                                           | 155,60                                                                           | Mistrzostwa świata 2019                                                          | 21 marca 2019                                                                    |
| Pary sportowe                                                                    | Program krótki                                                                   | Jewgienija Tarasowa / Władimir Morozow                                           | 81,21                                                                            | Mistrzostwa świata 2019                                                          | 20 marca 2019                                                                    |
| Pary taneczne                                                                    | Nota łączna                                                                      | Gabriella Papadakis / Guillaume Cizeron                                          | 223,13                                                                           | World Team Trophy 2019                                                           | 12 kwietnia 2019                                                                 |
| Pary taneczne                                                                    | Taniec dowolny                                                                   | Gabriella Papadakis / Guillaume Cizeron                                          | 135,82                                                                           | World Team Trophy 2019                                                           | 12 kwietnia 2019                                                                 |
| Pary taneczne                                                                    | Taniec rytmiczny                                                                 | Gabriella Papadakis / Guillaume Cizeron                                          | 88,42                                                                            | Mistrzostwa świata 2019                                                          | 22 marca 2019                                                                    |

W trakcie zawodów ustanowiono następujące rekordy świata (GOE±5):
| Konkurencja   | Segment          | Zawodnicy                               | Punkty | Data             |
| ------------- | ---------------- | --------------------------------------- | ------ | ---------------- |
| Pary taneczne | Taniec rytmiczny | Gabriella Papadakis / Guillaume Cizeron | 88,69  | 1 listopada 2019 |

## Wyniki

### Soliści

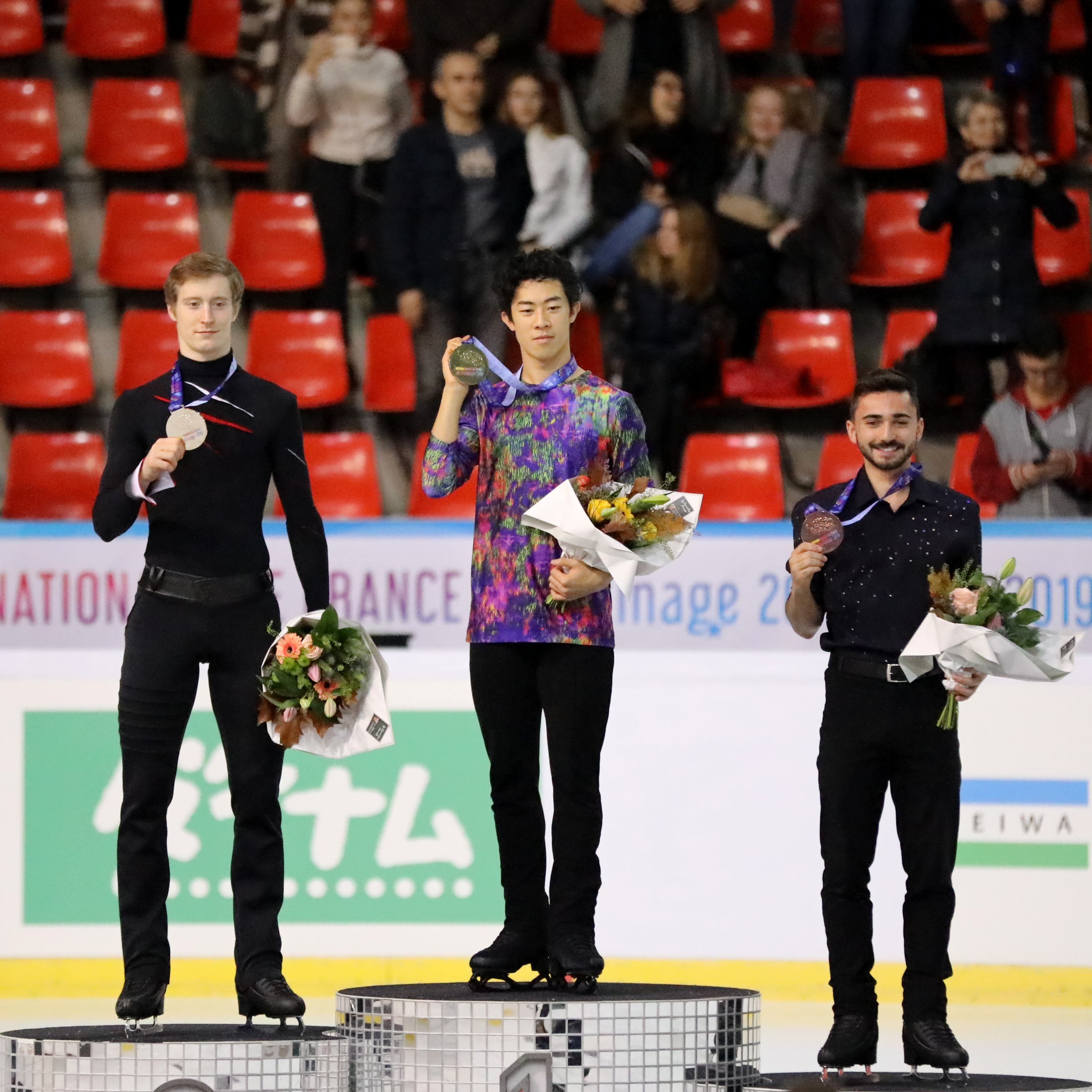
Medaliści w konkurencji solistów, od lewej Samarin (RUS), Chen (USA), Aymoz (FRA)

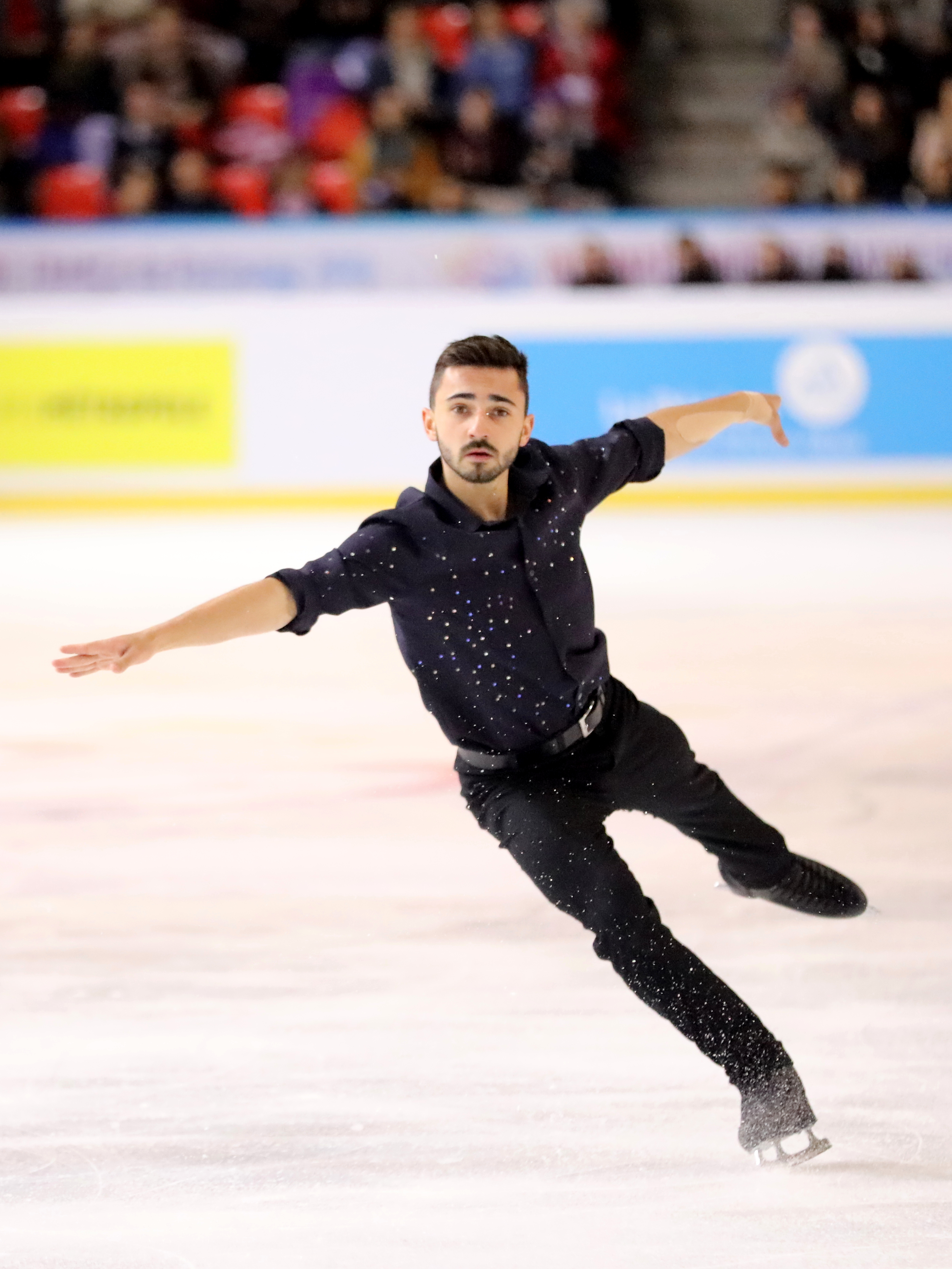
Kévin Aymoz (FRA) podczas występu

| Poz. | Zawodnik             | Nota łączna | SP | SP     | FS | FS     |
| ---- | -------------------- | ----------- | -- | ------ | -- | ------ |
| 1    | Nathan Chen          | 297,16      | 1  | 102,48 | 1  | 194,68 |
| 2    | Aleksandr Samarin    | 265,10      | 2  | 98,48  | 3  | 166,62 |
| 3    | Kévin Aymoz          | 254,64      | 3  | 82,50  | 2  | 172,14 |
| 4    | Moris Kwitiełaszwili | 236,38      | 5  | 78,79  | 5  | 157,59 |
| 5    | Tomoki Hiwatashi     | 227,43      | 10 | 68,70  | 4  | 158,73 |
| 6    | Siergiej Woronow     | 220,98      | 7  | 76,60  | 7  | 144,38 |
| 7    | Nicolas Nadeau       | 217,68      | 9  | 69,42  | 6  | 148,26 |
| 8    | Shōma Uno            | 215,84      | 4  | 79,05  | 9  | 136,79 |
| 9    | Romain Ponsart       | 215,64      | 6  | 77,48  | 8  | 138,16 |
| 10   | Danijjel Samochin    | 193,66      | 8  | 70,84  | 10 | 122,82 |
| 11   | Anton Szulepow       | 183,98      | 11 | 63,67  | 11 | 120,31 |

### Solistki

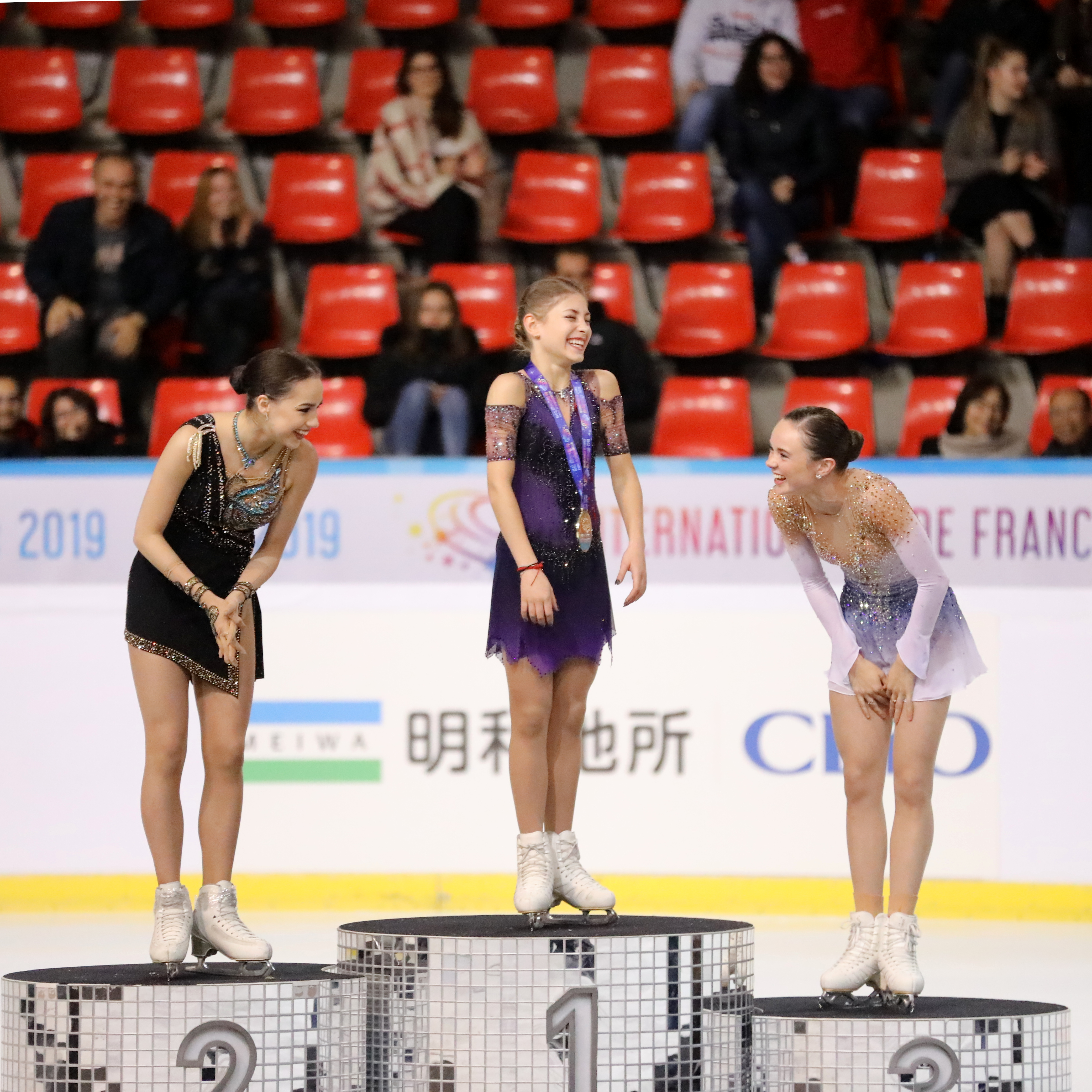
Medalistki w konkurencji solistek na podium, od lewej Zagitowa (RUS), Kostorna (RUS), Bell (USA)

| Poz. | Zawodniczka        | Nota łączna | SP  | SP    | FS  | FS     |
| ---- | ------------------ | ----------- | --- | ----- | --- | ------ |
| 1    | Alona Kostornoj    | 236,00      | 1   | 76,55 | 1   | 159,45 |
| 2    | Alina Zagitowa     | 216,06      | 2   | 74,24 | 3   | 141,82 |
| 3    | Mariah Bell        | 212,89      | 3   | 70,25 | 2   | 142,64 |
| 4    | Kaori Sakamoto     | 199,24      | 6   | 64,08 | 4   | 135,16 |
| 5    | Starr Andrews      | 180,54      | 4   | 66,59 | 5   | 113,95 |
| 6    | Wakaba Higuchi     | 174,12      | 5   | 64,78 | 7   | 109,34 |
| 7    | Nicole Schott      | 166,89      | 10  | 54,43 | 6   | 112,46 |
| 8    | Léa Serna          | 166,02      | 8   | 62,43 | 8   | 103,59 |
| 9    | Yuna Shiraiwa      | 161,71      | 7   | 63,12 | 10  | 98,59  |
| 10   | Maé-Bérénice Méité | 157,45      | 9   | 56,35 | 9   | 101,10 |
| 11   | Marija Sotskowa    | 144,89      | 11  | 50,38 | 11  | 94,51  |
| WD   | Laurine Lecavelier | DNS         | DNS | DNS   | DNS | DNS    |

### Pary sportowe

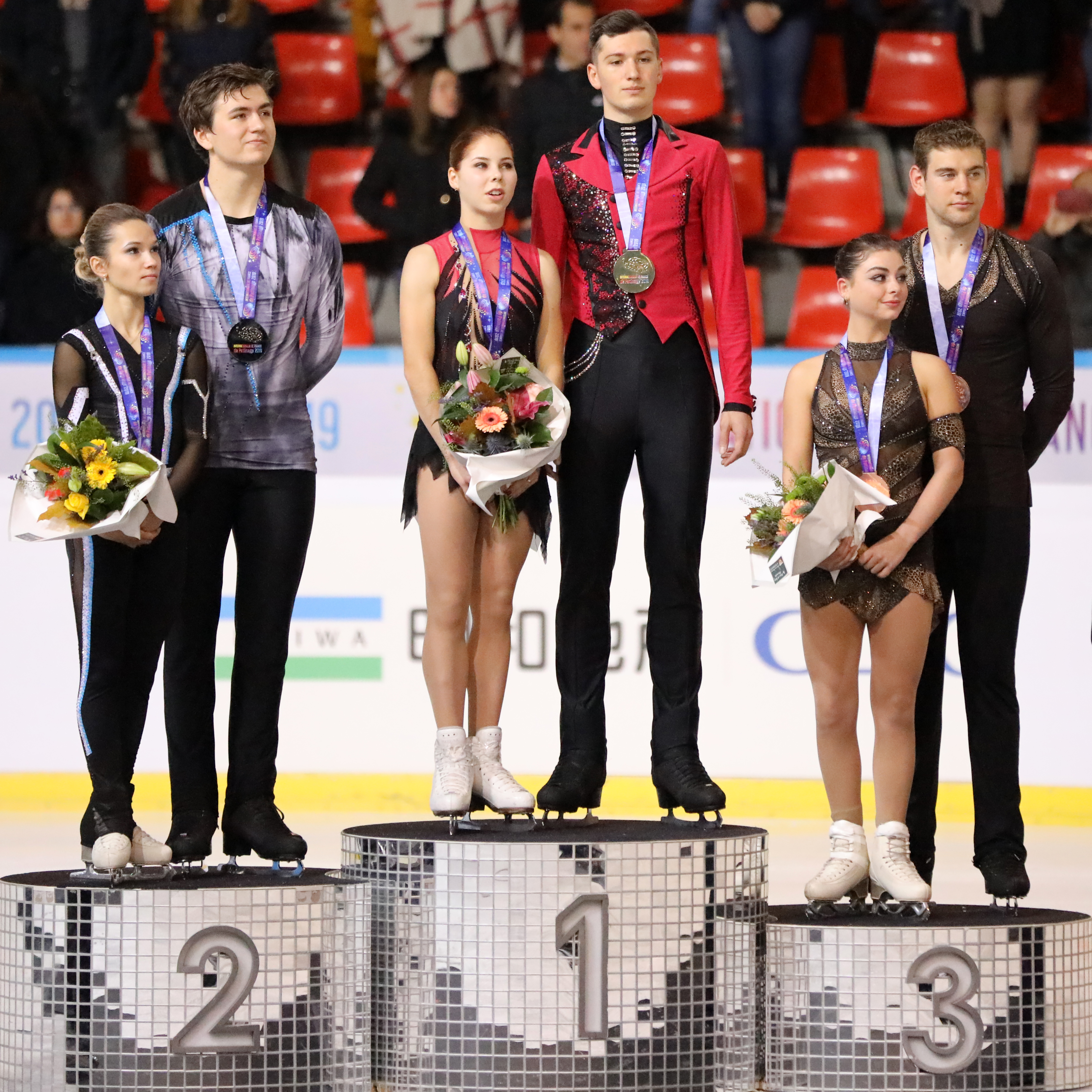
Medaliści w parach sportowych, od lewej Pawluczenko / Chodykin (RUS), Miszyna / Gallamow (RUS), Denney / Frazier (USA)

| Poz. | Zawodnicy                               | Nota łączna | SP | SP    | FS | FS     |
| ---- | --------------------------------------- | ----------- | -- | ----- | -- | ------ |
| 1    | Anastasija Miszyna / Aleksandr Gallamow | 207,58      | 2  | 73,77 | 1  | 133,81 |
| 2    | Darja Pawluczenko / Dienis Chodykin     | 206,56      | 1  | 76,59 | 3  | 129,97 |
| 3    | Haven Denney / Brandon Frazier          | 199,40      | 3  | 68,65 | 2  | 130,75 |
| 4    | Ashley Cain-Gribble / Timothy LeDuc     | 195,78      | 4  | 66,12 | 4  | 129,66 |
| 5    | Miriam Ziegler / Severin Kiefer         | 181,26      | 8  | 57,30 | 5  | 123,96 |
| 6    | Camille Ruest / Andrew Wolfe            | 166,15      | 7  | 57,90 | 6  | 108,25 |
| 7    | Minerva Fabienne Hase / Nolan Seegert   | 163,09      | 6  | 59,13 | 7  | 103,96 |
| 8    | Rebecca Ghilardi / Filippo Ambrosini    | 157,92      | 5  | 59,62 | 8  | 98,30  |

### Pary taneczne

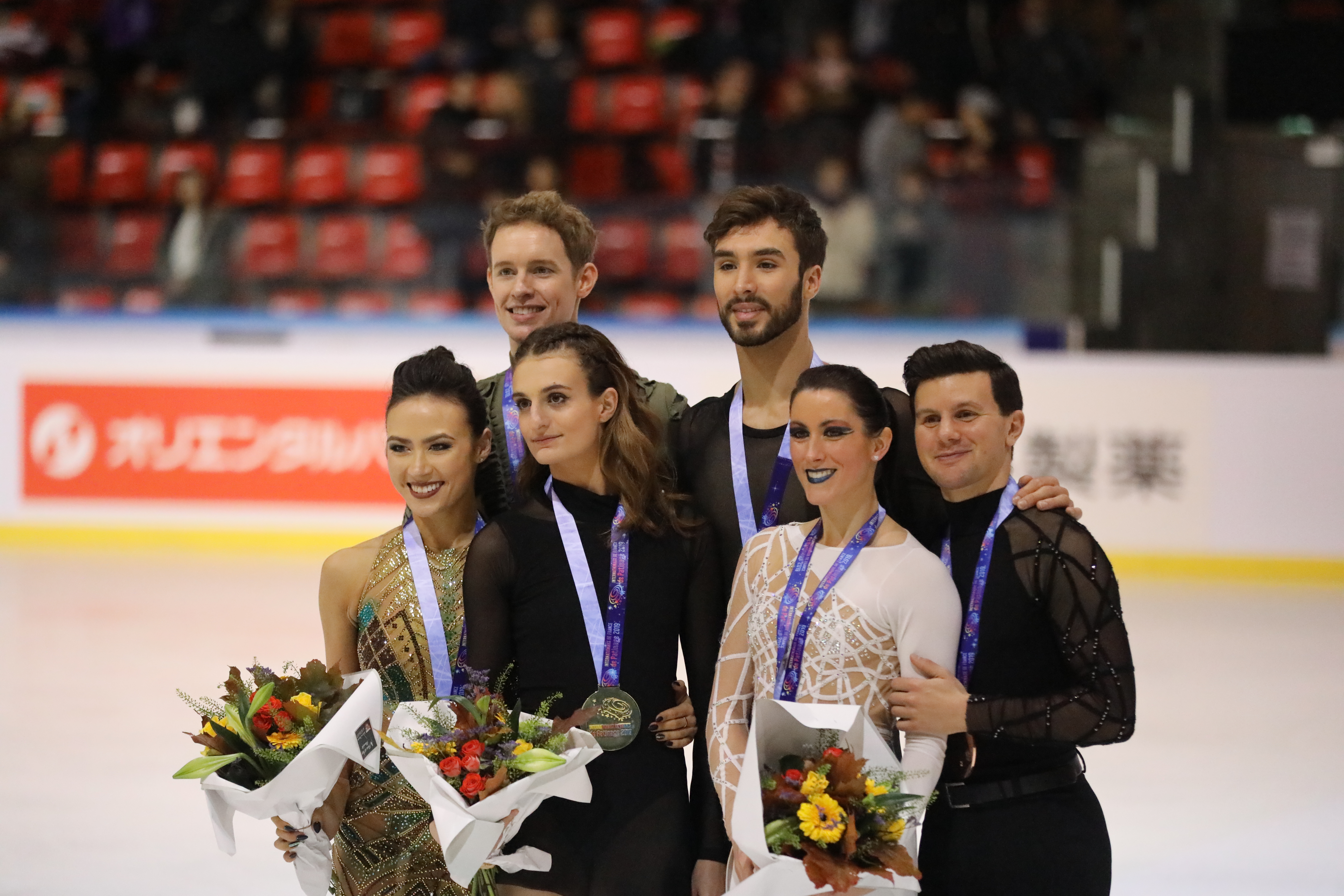
Medaliści w parach tanecznych, od lewej Chock / Bates (USA), Papadakis / Cizeron (FRA), Guignard / Fabbri (ITA)

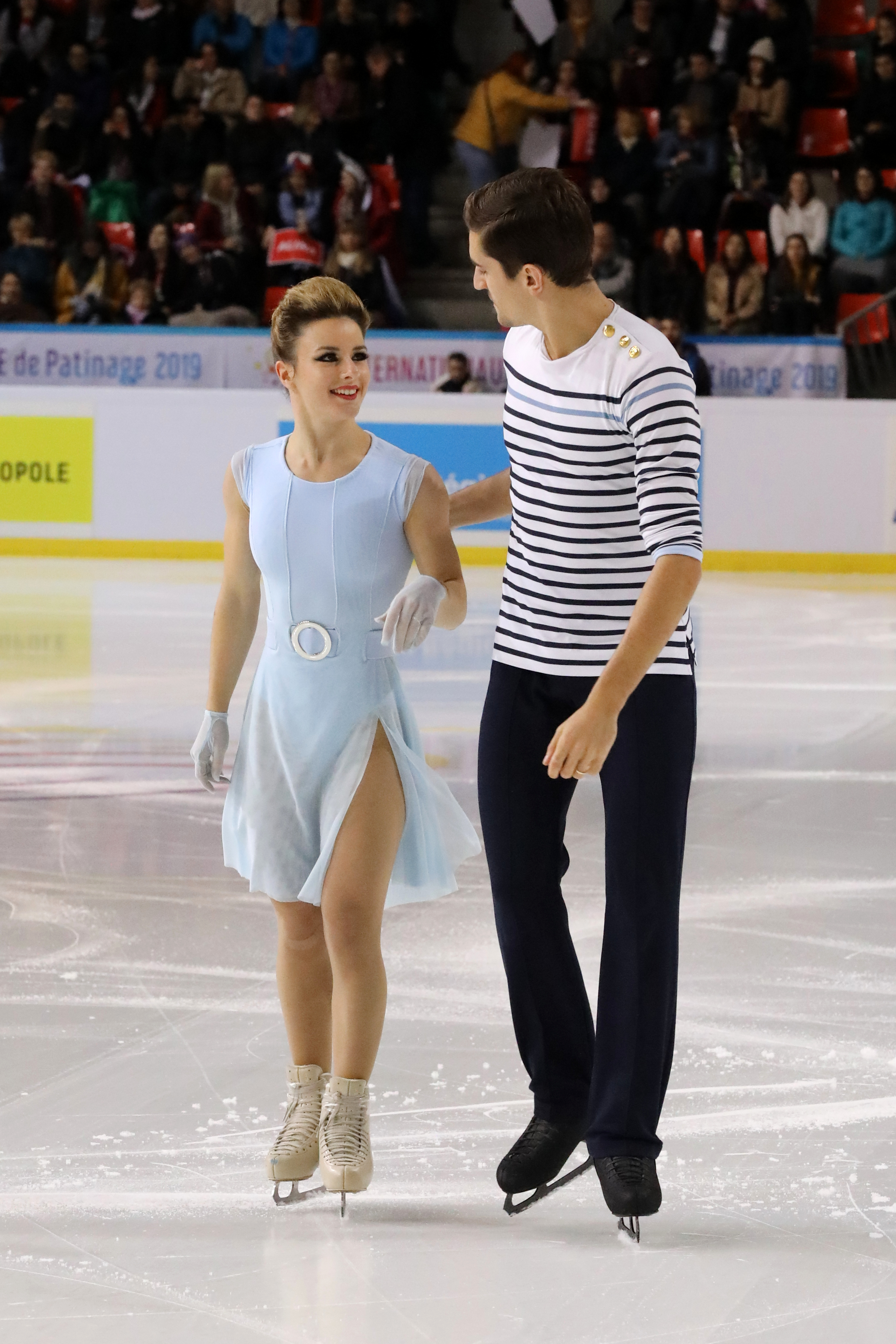
8. miejsce w parach tanecznych Marie-Jade Lauriault / Romain Le Gac (FRA)

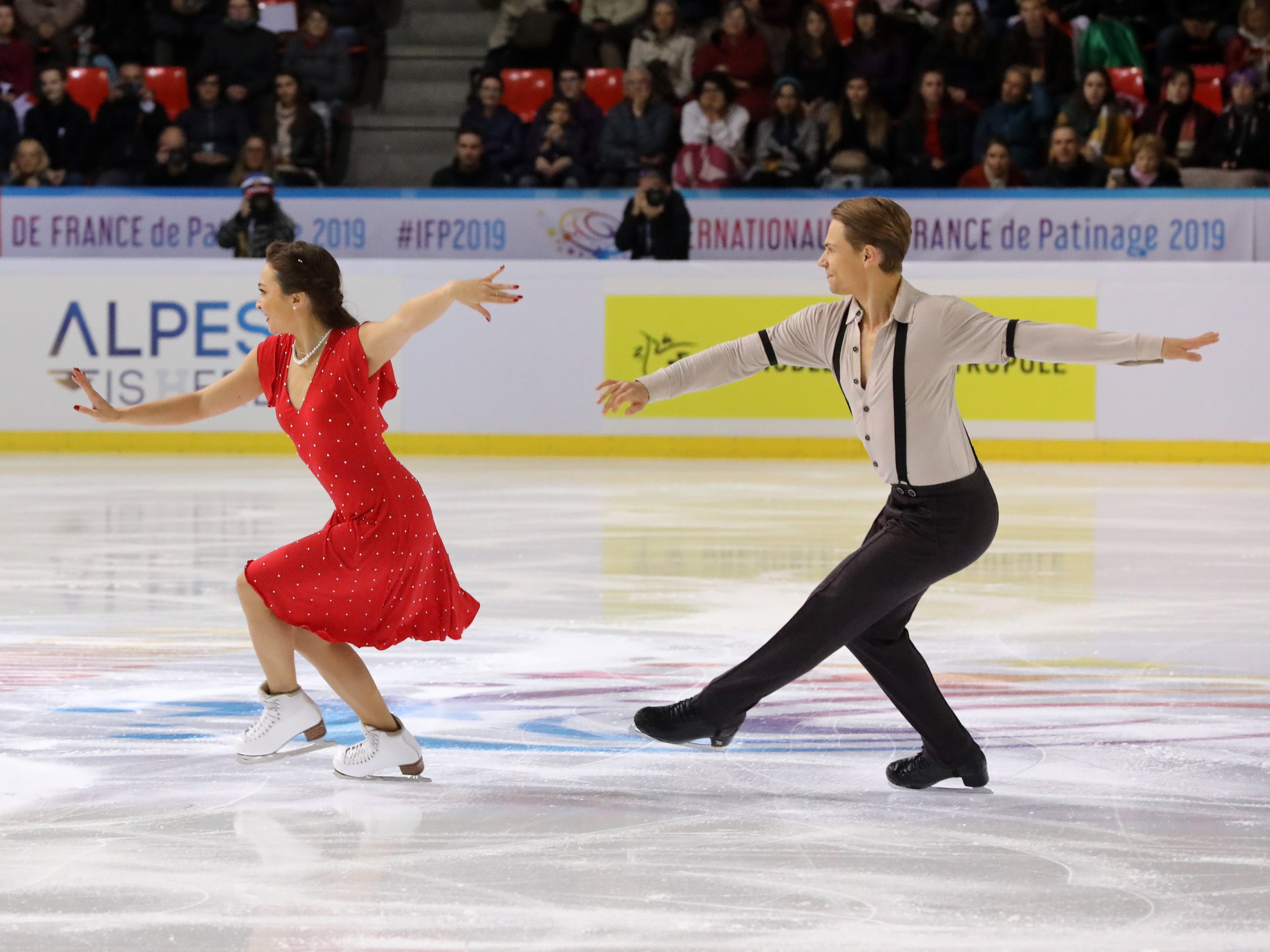
10. miejsce – Allison Reed / Saulius Ambrulevičius (LTU)

| Poz. | Zawodnicy                               | Nota łączna | RD | RD       | FD | FD     |
| ---- | --------------------------------------- | ----------- | -- | -------- | -- | ------ |
| 1    | Gabriella Papadakis / Guillaume Cizeron | 222,24      | 1  | 88,69 WR | 1  | 133,55 |
| 2    | Madison Chock / Evan Bates              | 204,84      | 2  | 80,69    | 2  | 124,15 |
| 3    | Charlène Guignard / Marco Fabbri        | 203,34      | 3  | 79,65    | 3  | 123,69 |
| 4    | Olivia Smart / Adrián Díaz              | 188,18      | 4  | 76,09    | 4  | 112,09 |
| 5    | Tiffany Zahorski / Jonathan Guerreiro   | 184,44      | 5  | 75,05    | 5  | 109,39 |
| 6    | Natalia Kaliszek / Maksym Spodyriew     | 183,42      | 6  | 74,19    | 6  | 109,23 |
| 7    | Carolane Soucisse / Shane Firus         | 175,80      | 7  | 68,61    | 7  | 107,19 |
| 8    | Marie-Jade Lauriault / Romain Le Gac    | 166,28      | 9  | 63,42    | 8  | 102,86 |
| 9    | Julia Wagret / Pierre Souquet           | 161,99      | 8  | 63,55    | 10 | 98,44  |
| 10   | Allison Reed / Saulius Ambrulevičius    | 161,73      | 10 | 60,99    | 9  | 100,74 |